# Diuturnum Illud
La Diuturnum Illud è la settima enciclica di papa Leone XIII, promulgata il 29 giugno 1881.

## Panoramica introduttiva
Il Papa affronta queste tematiche:
- danni delle ideologie moderne
- l'autorità viene solo da Dio
- condanna delle ideologie egualitarie
- necessità della sottomissione all'esercizio della potestà alla Fede.

In particolare, il Pontefice sostiene che la Chiesa non fa preferenza di regime politico, purché esso rispetti il diritto di Dio. Attraverso la modalità dell'elezione democratica non si dà la potestà (che viene solo da Dio), ma si stabilisce soltanto chi debba essere a gestirlo, chi debba tenerlo.

## Sintesi del contenuto
Ispirandosi alla patristica e alle epistole paoline, l'enciclica deriva la "potestà dei reggitori civili" e l'autorità episcopale dalla medesima fonte, identificata con Dio creatore. L'obbligo di obbedienza alle leggi umane è legittimato e rinforzato da un dovere morale nei confronti di Dio, che esige tale ossequio. Pur rinnegando una visione contrattualistica dello Stato, si intravede la concezione di un primato del bene comune e del potere pubblico che lo persegue, affermando: "la potestà dei reggitori civili, essendo quasi una comunicazione della potestà divina, acquista di continuo, per questo stesso motivo, una dignità maggiore della umana".

Tutto ciò è vero a patto che chi esercita il potere (il principe) adegui parole ed opere all'ordine divino e naturale della creazione, e le leggi risultanti non violino "la legge di natura e la volontà di Dio".
L'enciclica riafferma il principio della libertà di coscienza, o meglio della nullità di un potere politico ingiusto, di cui si afferma: 
Se la legge umana non è più conforme al diritto naturale e divino, "è ugualmente iniquo tanto comandare ciò, quanto eseguirlo". Propriamente, non si tratterebbe di una libera scelta, ma di un obbligo di disobbedienza pacifica, riassunto nell'evangelico Date a Cesare quello che è di Cesare. L'enciclica fornisce un esempio in ambito civile, ed uno in ambito militare:
1. i martiri cristiani, obbedienti all'autorità imperiale, anche oltre quanto era strettamente richiesto dall'imperium;
2. il "soldato cristiano": il quale era solito "accoppiare una somma fortezza con un sommo amore della disciplina militare", e tuttavia, anziché "violare i diritti di Dio, o rivolgere il ferro contro gl'innocenti discepoli di Cristo, allora egli rifiutava di eseguire l'ordine e preferiva abbandonare la milizia e morire per la religione, piuttosto che resistere con sedizioni e tumulti alla pubblica autorità".

Sebbene l'esempio storico della non-violenza del soldato cristiano sia probabilmente meno ricco di riscontri, si afferma che il fondamento primo dell'autorità umana è divina, così come il fine da perseguire. Ponendo in secondo piano il consenso popolare elettivo, essa si estende agevolmente dall'ambito civile a quello militare, che è estraneo al principio di maggioranza.